# (63) Ausonia
(63) Ausonia – planetoida z grupy pasa głównego planetoid okrążająca Słońce w ciągu 3 lat i 259 dni w średniej odległości 2,4 au. Została odkryta 10 lutego 1861 roku w Neapolu przez Annibale’a de Gasparisa. Nazwa planetoidy to pierwotna nazwa Italii.